# Racalmuto (stacja kolejowa)
Racalmuto (wł. Stazione di Racalmuto) – stacja kolejowa w Racalmuto, w prowincji Agrigento, w regionie Sycylia, we Włoszech. Stacja znajduje się na linii Caltanissetta Xirbi – Agrigento.
Według klasyfikacji RFI ma kategorię brązową.

## Linie kolejowe
- Linia Caltanissetta Xirbi – Agrigento